# 王家士
王家士，字汝希，河南光山县人，明朝官员。

## 生平
正德十一年（1516年）中举人，嘉靖二十六年（1547）任山东临朐县知县，嘉靖三十一年（1552）主持修成临朐现存最早的县志《嘉靖临朐县志》，后以滦州知州致仕，嘉靖三十五年（1556年）协助光山知县沈绍庆修成光山现存最早的县志《嘉靖光山县志》。

## 家族
父王相。